# Малък гимнур
Малкият гимнур (Hylomys suillus) е вид бозайник от семейство Таралежови (Erinaceidae).

## Разпространение и местообитание
Разпространен е в Бруней, Виетнам, Индонезия, Камбоджа, Китай, Лаос, Малайзия, Мианмар и Тайланд.